# Münchenaftalen
Münchenaftalen var en aftale mellem regeringscheferne for Storbritannien, Frankrig, Italien og Nazi-Tyskland. Den blev underskrevet natten til den 30. september 1938 i forbindelse med München-konferencen, som var indkaldt for at finde en løsning på sudeterspørgsmålet. Repræsentanter fra Tjekkoslovakiet, hvis områder var til forhandling, var ikke inviteret til konferencen, hvorfor München-aftalen også kaldes München-diktatet.
Formålet med konferencen var at diskutere Tjekkoslovakiets forhold til Adolf Hitlers territoriale krav. Sudeterland var af strategisk betydning for Tjekkoslovakiet, da det meste af landets forsvarsværker lå langs bjergkæden Sudeterne, der var grænsen til Tyskland. Med den italienske diktator Benito Mussolini som mægler gav den engelske premierminister Arthur Neville Chamberlain og den franske ministerpræsident Édouard Daladier efter ønske fra Tyskland tilladelse til, at Sudeterland blev indlemmet i Tyskland, fordi de håbede at kunne forhindre krig ved en Appeasement-politik, hvor de gav efter for tyske krav. Selv om det ikke var aftalt, besatte Polen og Ungarn samtidigt dele af Tjekkoslovakiet. Året efter brød 2. verdenskrig ud.
Efter 2. Verdenskrig blev området atter en del af Tjekkoslovakiet og den tyske befolkning i området blev fordrevet. Først den 11. november 1973 blev aftalen endeligt juridisk ugyldig, og Vesttyskland frafaldt alle krav som en del af sin Ostpolitik.

## Baggrund
Sudeterland var et område af det vestlige Tjekkoslovakiet, hvor etniske tyskere udgjorde et flertal. Sudetertyskerne havde i forbindelse med opløsningen af det østrig-ungarske rige i 1. verdenskrigs sidste dage forsøgt at forhindre områdets optagelse i det nydannede Tjekkoslovakiet og gennem oprør prøvet at blive en del af den nydannede Første østrigske republik. Ententemagterne og Tjekkoslovakiet forhindrede det. Mange sudetertyskere nægtede at tilhøre Tjekkoslovakiet og var forbitrede over, at de var nægtet den selvbestemmelse, som den amerikanske præsident Wilson havde fremlagt i sine 14 punkter fra januar 1918. Sudeterland blev en del af Tjekkoslovakiet, fordi det havde været en del af den tjekkiske kerneprovins Böhmen. Tyskere følte sig som fremmede i Tjekkoslovakiet.

## Hitlers krav
I marts 1938 havde Tyskland brudt alle aftaler og annekteret Østrig, det såkaldte "Anschluss". Der var en bred opfattelse af, at Hitlers næste krav ville blive Sudeterland med dets store tyske befolkning. Både Frankrig og Sovjetunionen havde alliancer med Tjekkoslovakiet, men ingen af dem var materielt eller politisk forberedt til en militær konfrontation med Tyskland. I Vesteuropa var der interesse for undgå endnu en altødelæggende krig i Europa, og politikerne ville have svært ved at overbevise befolkningen om en krig pga. Sudeterland.
Josef Stalin var mere mistroisk over for de kapitalistiske vestmagter end over for Hitler.[kilde mangler]
Tjekkoslovakiet havde i 1935 indgået en traktat med Sovjetunionen om gensidig assistance i tilfælde af trusler mod hvert af landenes sikkerhed. Sovjetunionen var villig til at leve op til sine forpligtelser, men ønskede, at Frankrig og England ligeledes støttede Tjekkoslovakiet. Dertil kom, at Sovjetunionen ikke kunne sende tropper til Tjekkoslovakiet uden at passere Polens eller Rumæniens territorium, hvad ingen af dem tillod.
Hitler havde den 22. september 1938 på et møde med Chamberlain forlangt, at tyske tropper skulle besætte de tyske områder i Tjekkoslovakiet, og at den tjekkiske befolkning skulle deporteres fra områderne senest den 28. september. Chamberlain lovede at bringe meddelelsen videre til Tjekkoslovakiets præsident Benes, der blankt afviste kravet, ligesom den britiske og franske regering afviste det. Eskaleringen førte til, at Tjekkoslovakiet foretog generalmobilisering, og at Frankrig foretog en begrænset mobilisering.

## Selve aftalen
Parterne blev enige om en aftale den 29. september, og omkring klokken 1:30 om natten den 30. september underskrev Adolf Hitler, Neville Chamberlain, Benito Mussolini og Édouard Daladier München-aftalen. Den tjekkoslovakiske regering indså det håbløse i alene at tage kampen op mod det mægtige Tyskland og accepterede modvilligt aftalen. Aftalen gav Sudeterland til Tyskland fra den 10. oktober. Senere på dagen underskrev Chamberlain og Hitler en fredsaftale mellem England og Tyskland.
Ved landingen på Heston Aerodrome i England sagde Chamberlain: "... aftalen om det tjekkoslovakiske problem, som nu er opnået, er i mine øjne kun begyndelsen til en større aftale, hvori hele Europa vil finde fred. Denne morgen havde jeg endnu en samtale med den tyske kansler hr. Adolf Hitler og her er det papir som bærer hans navn såvel som mit. (vinker med papiret til mængden til hurraråb). Nogle af Dem har måske allerede hørt, hvad det indeholder, men jeg vil alligevel læse det højt for Dem ..."

## Reaktioner
Chamberlain fik en ekstatisk modtagelse ved hjemkomsten til England. Ved lufthavnen holdt han sin berømte "Peace in our time"-tale (Fred i vor tid) og vinkede med den engelsk-tyske aftale til en henrykt menneskemængde.
Winston Churchill kritiserede skarpt aftalen i House of Commons:
| Citat             | Vi har lidt et totalt nederlag, der ikke vil kunne blive rettet op på... De vil se, at inden for en periode, der kan måles i år, men måske kan måles i måneder, vil Tjekkoslovakiet blive indlemmet i Nazi-regimet. Vi er vidne til en katastrofe af største omfang... vi har lidt et nederlag uden krig, hvis konsekvenser vil følge os hen ad vejen... vi har rundet en forfærdelig milepæl i vores historie, hvor hele Europas balance er blevet forskubbet... Og tro ikke, at dette er afslutningen. Dette er kun det første lille nip, den første lille forsmag på et bittert bæger, som vil blive tilbudt os år efter år, med mindre vi ved hjælp af en fantastisk genoplivning af vores moralske sundhed og vores krigeriske vigør vil rejse os igen og stå på frihedens side som i gamle dage | Citat |
| Winston Churchill | |       |

Hitler betragtede Chamberlain med dyb foragt. En britisk diplomat blev informeret om, at Hitler så Chamberlain som "en ligegyldig hurtigkarl, som talte med et forældet demokratis latterlige jargon".
Josef Stalin var også utilfreds med Münchenaftalen. Sovjetunionen havde ikke været repræsenteret, selv om Stalin følte, at USSR skulle anerkendes som stormagt. Englænderne og franskmændene havde i hans øjne brugt Sovjetunionen til at skræmme tyskerne med. Stalin konkluderede, at vesten aktivt havde indgået i partnerskab med Hitler ved at give nazisterne landområder, og han frygtede, at de senere kunne finde på det samme og indgå en alliance med Nazi-Tyskland rettet mod Sovjetunionen. Denne frygt havde indflydelse på Stalins beslutning om at underskrive Molotov-Ribbentrop-pagten med Nazi-Tyskland i 1939.
Tjekkoslovakkerne var også meget utilfreds med Münchenaftalen. Med afgivelsen af Sudeterland til Tyskland, en tredjedel af det sydlige Slovakiet til Ungarn og cirka 801,5 km2 til Polen var Tjekkoslovakiet en amputeret og forsvarsløs nation, totalt underlagt tyskernes hensigter. Tjekkoslovakiet mistede 70 % af jern- og stålproduktionen, 70 % af el-produktionen , 3,5 million indbyggere og de berømte Skoda-fabrikker.

## Invasion af det resterende Tjekkoslovakiet
Tyskland bekendtgjorde, at anneksionen af Østrig resulterede i nye grænser til Tjekkoslovakiet, som udgjorde en stor fare for tysk sikkerhed, og at dette kunne betyde en mulig allieret omringelse af Tyskland.
Allerede i 1937 havde Wehrmacht udarbejdet en plan "operation grøn" (Fall Grün) for invasionen af Tjekkoslovakiet. Den blev iværksat den 15. marts 1939 under navnet "operation sydøst". Churchills forudsigelser holdt stik, da nazi-tyske styrker marcherede ind i Prag og besatte det resterende Böhmen og Mæhren, som blev omdannet til et tysk protektorat. Den østlige del af landet blev til satellitstaten Slovakiet.
Ministerpræsident Chamberlain følte sig forrådt af tyskernes fremmarch og indså, at hans Appeasement-politik over for Hitler havde lidt skibbrud. Det førte til en meget hårdere kurs over for nazisterne. Bl.a. gav han ordre til straks at mobilisere hele den britiske hær. Frankrig mobiliserede også. Italien så sig udmanøvreret som et 2. rangs medlem af Aksemagterne og indledte sin invasion af Albanien i april 1939. Hitlers invasion af det resterende Tjekkoslovakiet var sidste advarsel, før hans angreb på Polen den 1. september 1939 udløste 2. verdenskrig.